# Gijs Blom
GiJs Blom (Paesi Bassi, 2 gennaio 1997) è un attore olandese.
È principalmente noto per i suoi ruoli nei film Jongens (2014) e The Forgotten Battle (2020). Ha ricevuto una nomination ai Daytime Emmy per il suo ruolo nella serie fantasy Netflix The Letter for the King (2020).

## Biografia
Blom è nato ad Amsterdam. Figlio dell'attrice teatrale Marloes van den Heuvel, nel 2021 si è laureato presso l'Accademia di teatro e danza di Amsterdam. Dal 2007 al 2009 ha recitato nel musical Ciske de Rat .
Nel 2011 ha ottenuto il suo primo ruolo in un lungometraggio in Sonny Boy di Maria Peeters. Ha poi avuto piccoli ruoli nei film del 2012 Urfeld e Eine Frau verschwindet, quest'ultimo una produzione tedesca.
Ha inoltre recitato nel ruolo di Sieger nel film adolescenziale del 2014 Jongens, per il quale ha ricevuto il plauso della critica e una nomination al Golden Calf come miglior attore al Film Festival dei Paesi Bassi.
Nello stesso anno ha prodotto e interpretato Thijmen nel cortometraggio Escapade e ha recitato nei film Analgesics, Nena e Pijnstillers. Ha interpretato il ruolo del disilluso soldato dell'Asse Marinus van Staveren nel film multilingue sulla seconda guerra mondiale La battaglia dimenticata insieme a Jamie Flatters e Susan Radder. Il film è stata la seconda produzione cinematografica olandese più costosa di tutti i tempi ed è stato pubblicato su Netflix nel 2021.

## Filmografia

### Film
| Anno | Titolo                                             | Ruolo                       | Appunti    |
| ---- | -------------------------------------------------- | --------------------------- | ---------- |
| 2011 | Sonny Boy                                          | Wim                         |            |
| 2013 | Triade                                             | Giuliano                    | Film corto |
| 2014 | Kankerlijers                                       | Oliviero                    |            |
| 2014 | Nena                                               | Carlo                       |            |
| 2014 | Pijnstillers                                       | Casper                      |            |
| 2014 | Metro Vier                                         | Roberto                     | Film corto |
| 2014 | fuga                                               | tiamina                     | Film corto |
| 2016 | Groei                                              | Oude Zoon                   | Film corto |
| 2016 | Tamù                                               | Jeffrey                     | Film corto |
| 2017 | Monaco                                             | Frederik                    |            |
| 2017 | L'esperienza Whooo                                 | Gijs                        | Film corto |
| 2017 | Lupo solitario                                     | Vriend Yanick               | Film corto |
| 2018 | Dante vs. Mohammed Alì                             | Alessandro                  | Film corto |
| 2018 | La morte e la vita di John F. Donovan              | Il ragazzo di Rupert Turner |            |
| 2019 | Vizioso                                            | Casper                      |            |
| 2019 | A proposito di quella vita ( in olandese De Libi ) | Dan                         |            |
| 2020 | La battaglia dimenticata                           | Marinus van Staveren        |            |
| 2021 | Morto e bello                                      | Muratore                    |            |

### Televisione
| Anno | Titolo                    | Ruolo                 | Appunti                 |
| ---- | ------------------------- | --------------------- | ----------------------- |
| 2006 | Kerst ha incontrato Linus | Lino                  |                         |
| 2012 | Eine Frau verschwindet    | Kevin                 | Film per la televisione |
| 2012 | Urfield                   | Tijn                  | Film per la televisione |
| 2014 | Jongens                   | Sieger                | Film per la televisione |
| 2015 | 4Jim                      | Jim                   | Ruolo principale        |
| 2016 | Moordvrouw                | Giel van Rijn         | Episodio: "Noodlot"     |
| 2016 | La Famiglia               | Angelo Esposito       | Ruolo principale        |
| 2017 | Via della Seta            | Raimondo              | Film per la televisione |
| 2017 | De Manntester             | Noè Kramer            | Ruolo principale        |
| 2017 | Surrogato                 | Pietro Martino        | 2 episodi               |
| 2018 | Sospetti                  | Noud Torenaar         | 2 episodi               |
| 2020 | La lettera per il re      | il principe Viridiano | 6 episodi               |

## Riconoscimenti
| Anno | Premio                                       | Categoria | Lavoro | Risultato | Rif |
| ---- | -------------------------------------------- | --- | --- | --------- | --- |
| 2014 | Festival del cinema di Zlin                  | Miglior prestazione giovanile                                                                                  | Jongens\| style="text-align:center; background:#99FF99; vertical-align:middle" class="table-yes2"\|Vincitore/trice | [ 7 ]     |     |
| 2014 | Premio vitello d'oro                         | style="text-align:center; background:#FDD; color: black; vertical-align:middle" class="table-no2"\|Candidato/a | Jongens\| style="text-align:center; background:#99FF99; vertical-align:middle" class="table-yes2"\|Vincitore/trice | [ 8 ]     |     |
| 2015 | Lucas International Children's Film Festival | Miglior nuovo arrivato                                                                                         | style="text-align:center; background:#99FF99; vertical-align:middle" class="table-yes2"\|Vincitore/trice           |           |     |
| 2017 | Premi MIFF                                   | Miglior attore                                                                                                 | style="text-align:center; background:#FDD; color: black; vertical-align:middle" class="table-no2"\|Candidato/a     | [ 9 ]     |     |
| 2021 | Emmy Awards diurni                           | Miglior attore protagonista in un programma di narrativa diurna                                                | style="text-align:center; background:#FDD; color: black; vertical-align:middle" class="table-no2"\|Candidato/a     | [ 10 ]    |     |

## Doppiatori italiani
Nelle versioni in italiano nelle opere in cui ha recitato Jamie Flatters è stato doppiato da:
- Alessio Nissolino in Fallen
- Daniele Di Matteo ne La battaglia dimenticata
- Emiliano Coltorti in Lettera al Re